# دختر چوپان
دختر چوپان فیلمی به کارگردانی معزدیوان فکری محصول سال ۱۳۳۲ است.

## خلاصه داستان
زیبا و احمد یکدیگر را دوست دارند. اما کدخدا پدر احمد با این ازدواج موافق نیست او می‌خواهد احمد با دختر خانواده‌ای ثروتمند ازدواج کند. زیبا ناامید راهی تهران می‌شود و احمد در تعقیب او به تهران می‌رود و پس از ماجراهایی او را یافته با او ازدواج می‌کند.